# Gavin Carrow
Gavin Carrow (ur. 10 sierpnia 1960 w Vancouver) – kanadyjski zapaśnik w stylu wolnym. Olimpijczyk z Barcelony 1992, gdzie zajął jedenaste miejsce w kategorii 100 kg.
Ósmy w mistrzostwach świata w 1990. Piąty w Pucharze Świata w 1991. Zdobył brązowe medale na igrzyskach panamerykańskich w 1987 i 1995 i na mistrzostwach panamerykańskich w 1986 i 1987. Mistrz Wspólnoty Narodów w 1985 i 1991 roku.